# توناکاته‌کوتلی

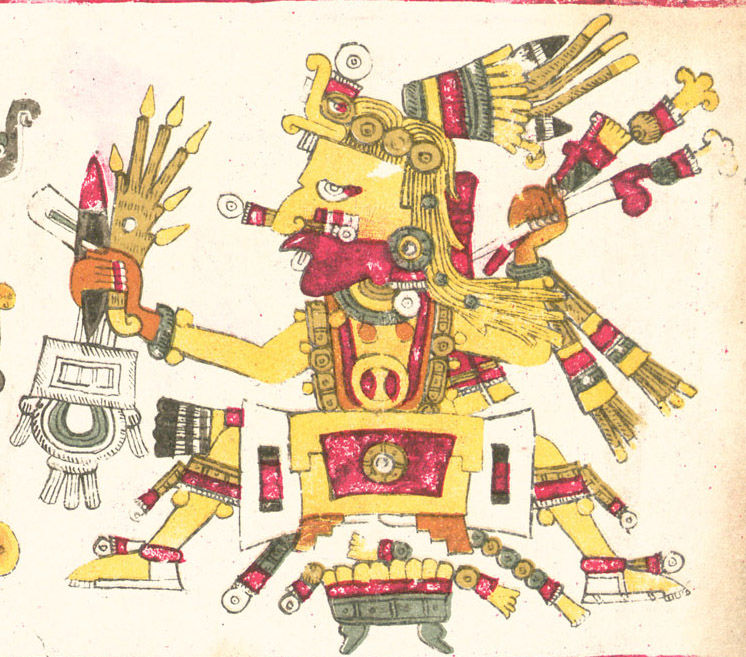
توناکاته‌کوتلی

توناکاته‌کوتلی (به انگلیسی: Tōnacātēcuhtli) در اساطیر آزتک عنوان یکی از ایزدان حاصلخیزی بود که برای باروری و حاصلخیزی زمین‌ها ستایش می‌گردید. غالب نسخه‌های دست‌نویس دوران استعمار این ایزد را با اومی‌تیوتول برابر می‌دانستند. توناکاچواتل، شریک و هم‌نشین این ایزد بود